# Whitman Mission National Historic Site
Le Whitman Mission National Historic Site est un site historique national américain situé dans le comté de Walla Walla, dans l'État de Washington. Établi en 1963, il remplace le Whitman National Monument, un monument national créé dès 1936 pour protéger les ruines d'une mission fondée en 1836 par Marcus et Narcissa Whitman (en), lesquels furent parmi les victimes du massacre de Whitman le 29 novembre 1847. Opéré par le National Park Service, le site est inscrit au Registre national des lieux historiques depuis le 15 octobre 1966.